# Синовиальное влагалище
Синовиальное влагалище (лат. vagina synovialis, PNA; лат. vagina mucosa, BNA), сухожильное влагалище — слой синовиальной оболочки вокруг сухожилия. позволяют сухожилию растягиваться и не прилипать к окружающей фасции. Сухожильные влагалища содержат смазочную жидкость (синовиальную жидкость), которая обеспечивает плавные движения сухожилия во время сокращения мышц и движений суставов.
Представляют собою соединительнотканные оболочки, которые с поверхности мышц непосредственно продолжаются на сухожилия и образуют вокруг последних род футляров.
Основные заболевания синовиального влагалища: раны, ушибы, тендовагинит.